# 五位七十五法
五位（五事，五法）是以色、心、心所、心不相應行、無為來統攝一切法。古型阿毘達磨以蘊、界、處來統攝一切法，這種新分類方法在說一切有部迦多衍尼子尊者《發智論》中廣泛採用，《品類論》中進行了細緻的歸納整理、明辨諸法的自相分別。
說一切有部對一切法的具體細分歷經演變最後於《俱舍論》定為五位七十五法。七十五法中，將色法分為十一種、心法一種、心所法四十六種、不相應行法十四種、無為法三種，合計七十五種。

## 傳譯
漢傳佛教中對五位法有多次傳譯：
- 《阿毘曇五法行經》，後漢安世高三藏譯。
- 《薩婆多宗五事論》，唐大番國法成譯。
- 《眾事分阿毘曇論》，題為尊者世友造，劉宋求那跋陀羅共菩提耶舍譯。
- 《阿毘達磨品類足論》，題為尊者世友造，唐玄奘三藏譯。
- 《五事毘婆沙論》，尊者法救造，唐玄奘三藏譯。

《大毘婆沙論》記載當時就有《品類論》和《發智論》誰先誰後的諍論，而世友尊者是在《發智論》成立之後，《大毘婆沙論》成立之前，說一切有部四大論師之一。後世如法救《五事毘婆沙論》等認為世友尊者作《品類論》。
龍樹《大智度論》記載《品類論》位列《六分阿毘達磨》之首，其八品中四品為世友菩薩作，四品是罽賓阿羅漢作。印順法師稱，《發智論》先出，《品類論》八品中，「辯五事品」、「辯諸處品」、「辯諸智品」和「辯隨眠品」是世友所作，而其他四品是迦濕彌羅毘婆沙論師對古型阿毘達磨進行改造而編定。呂澂稱，《品類論》在先，其中「辯諸處品」、「辯七事品」、「辯隨眠品」、「辯攝等品」是世友所作。

## 梗概

### 色法
色法是一切四大種及四大種所造色。
- 四大種：地界、水界、火界、風界。
- 所造色：
  - 眼根、耳根、鼻根、舌根、身根。[9]
  - 色、聲、香、味[10]、所觸一分[11]。
  - 無表色[12]。

世親尊者《俱舍論》只列出所造色11法，在“所觸一分”的位置上仍沿用十二處的觸。

#### 色聚
說一切有部認為「無色界全無色」，二十二根中有七根是色法，上述欲界、色界繋的五根，再加欲界繋的男根、女根。《大毘婆沙論》擁立極微學說後，法勝尊者《阿毘曇心論》依《品類論》將男根、女根併入身根加以分析：
| 極微   | 欲界           | 欲界           | 欲界           | 欲界           | 欲界           | 欲界           | 色界           | 色界           | 色界           | 色界           | 色界           | 色界           |
| 極微   | 眼根(10)       | 耳根(10)       | 鼻根(10)       | 舌根(10)       | 身根(9)        | 非根色(8)      | 眼根(8)        | 耳根(8)        | 鼻根(8)        | 舌根(8)        | 身根(7)        | 非根色(6)      |
| ------ | -------------- | -------------- | -------------- | -------------- | -------------- | -------------- | -------------- | -------------- | -------------- | -------------- | -------------- | -------------- |
| 內色   | 眼淨色         | 耳淨色         | 鼻淨色         | 舌淨色         | 身淨色         |                | 眼淨色         | 耳淨色         | 鼻淨色         | 舌淨色         | 身淨色         |                |
| 內色   | 身淨色         | 身淨色         | 身淨色         | 身淨色         | 身淨色         | 身淨色         | 身淨色         | 身淨色         | 身淨色         |                | 身淨色         |                |
| 外色   | 色、香、味、觸 | 色、香、味、觸 | 色、香、味、觸 | 色、香、味、觸 | 色、香、味、觸 | 色、香、味、觸 | 色、觸         | 色、觸         | 色、觸         | 色、觸         | 色、觸         | 色、觸         |
| 四大種 | 地、水、火、風 | 地、水、火、風 | 地、水、火、風 | 地、水、火、風 | 地、水、火、風 | 地、水、火、風 | 地、水、火、風 | 地、水、火、風 | 地、水、火、風 | 地、水、火、風 | 地、水、火、風 | 地、水、火、風 |

世親尊者《俱舍論》在此上細分為無聲和有聲，如有聲音產生則增加上外色“聲”。

### 心法
心法即心意識。細分為六識身：
- 眼識、耳識、鼻識、舌識、身識、意識。

十八界三界繫分別中的七心界：
| 眼識界 | * | * |   |   |
| 耳識界 | * | * |   |   |
| 鼻識界 | * |   |   |   |
| 舌識界 | * |   |   |   |
| 身識界 | * | * |   |   |
| 意界   | * | * | * | * |
| 意識界 | * | * | * | * |

在提婆設摩尊者《識身論》中分為四種心：欲界繫心、色界繫心、無色界繫心、不繫心。細分為十二心：
- 欲界繫心：善心，不善心，有覆無記心，無覆無記心；
- 色界繫心：善心，有覆無記心，無覆無記心；
- 無色界繫心：善心，有覆無記心，無覆無記心；
- 不繫心：學心，無學心。

| 無間生        | 無間生   | 欲界繫心(4) | 欲界繫心(4) | 欲界繫心(4) | 欲界繫心(4) | 色界繫心(3) | 色界繫心(3) | 色界繫心(3) | 無色界繫心(3) | 無色界繫心(3) | 無色界繫心(3) | 不繫心(2) | 不繫心(2) | 合計 |
| 無間生        | 無間生   | 善          | 不善        | 有覆無記    | 無覆無記    | 善          | 有覆無記    | 無覆無記    | 善            | 有覆無記      | 無覆無記      | 學        | 無學      | 合計 |
| ------------- | -------- | ----------- | ----------- | ----------- | ----------- | ----------- | ----------- | ----------- | ------------- | ------------- | ------------- | --------- | --------- | ---- |
| 欲界繫心(4)   | 善       | *           | *           | *           | *           | *           | *           |             |               | *             |               | *         | *         | 9    |
| 欲界繫心(4)   | 不善     | *           | *           | *           | *           |             |             |             |               |               |               |           |           | 4    |
| 欲界繫心(4)   | 有覆無記 | *           | *           | *           | *           |             |             |             |               |               |               |           |           | 4    |
| 欲界繫心(4)   | 無覆無記 | *           | *           | *           | *           | *           | *           |             |               | *             |               |           |           | 7    |
| 色界繫心(3)   | 善       | *           | *           | *           | *           | *           | *           | *           | *             | *             |               | *         | *         | 11   |
| 色界繫心(3)   | 有覆無記 | *           | *           | *           |             | *           | *           | *           |               |               |               |           |           | 6    |
| 色界繫心(3)   | 無覆無記 |             | *           | *           |             | *           | *           | *           |               | *             |               |           |           | 6    |
| 無色界繫心(3) | 善       |             | *           | *           |             | *           | *           |             | *             | *             | *             | *         | *         | 9    |
| 無色界繫心(3) | 有覆無記 |             | *           | *           |             | *           | *           |             | *             | *             | *             |           |           | 7    |
| 無色界繫心(3) | 無覆無記 |             | *           | *           |             |             | *           |             | *             | *             | *             |           |           | 6    |
| 不繫心(2)     | 學       | *           |             |             |             | *           |             |             | *             |               |               | *         | *         | 5    |
| 不繫心(2)     | 無學     | *           |             |             |             | *           |             |             | *             |               |               |           | *         | 4    |
| 合計          | 合計     | 8           | 10          | 10          | 5           | 9           | 8           | 3           | 6             | 7             | 3             | 4         | 5         |      |

《大毘婆沙論》又將善分為加行善、生得善，將無覆無記分為威儀路、工巧處、異熟生、通果心。進而細分為二十心:
- 欲界心：加行善心，生得善心，不善心，有覆無記心，威儀路心，工巧處心，異熟生心，通果心；
- 色界心：加行善心，生得善心，有覆無記心，威儀路心，異熟生心，通果心；
- 無色界心：加行善心，生得善心，有覆無記心，異熟生心；
- 無漏心：學心，無學心。

| 無間生      | 無間生   | 欲界心(8) | 欲界心(8) | 欲界心(8) | 欲界心(8) | 欲界心(8) | 欲界心(8) | 欲界心(8) | 欲界心(8) | 色界心(6) | 色界心(6) | 色界心(6) | 色界心(6) | 色界心(6) | 色界心(6) | 無色界心(4) | 無色界心(4) | 無色界心(4) | 無色界心(4) | 無漏心(2) | 無漏心(2) | 合計 |
| 無間生      | 無間生   | 加行善    | 生得善    | 不善      | 有覆無記  | 異熟生    | 威儀路    | 工巧處    | 通果心    | 加行善    | 生得善    | 有覆無記  | 異熟生    | 威儀路    | 通果心    | 加行善      | 生得善      | 有覆無記    | 異熟生      | 學        | 無學      | 合計 |
| ----------- | -------- | --------- | --------- | --------- | --------- | --------- | --------- | --------- | --------- | --------- | --------- | --------- | --------- | --------- | --------- | ----------- | ----------- | ----------- | ----------- | --------- | --------- | ---- |
| 欲界心(8)   | 加行善   | *         | *         | *         | *         | *         | *         | *         |           | *         |           |           |           |           |           |             |             |             |             | *         | *         | 10   |
| 欲界心(8)   | 生得善   | *         | *         | *         | *         | *         | *         | *         |           |           |           | *         |           |           |           |             |             | *           |             |           |           | 9    |
| 欲界心(8)   | 不善     | *         | *         | *         | *         | *         | *         | *         |           |           |           |           |           |           |           |             |             |             |             |           |           | 7    |
| 欲界心(8)   | 有覆無記 | *         | *         | *         | *         | *         | *         | *         |           |           |           |           |           |           |           |             |             |             |             |           |           | 7    |
| 欲界心(8)   | 異熟生   |           | *         | *         | *         | *         | *         | *         |           |           |           | *         |           |           |           |             |             | *           |             |           |           | 8    |
| 欲界心(8)   | 威儀路   |           | *         | *         | *         | *         | *         | *         |           |           |           | *         |           |           |           |             |             | *           |             |           |           | 8    |
| 欲界心(8)   | 工巧處   |           | *         | *         | *         | *         | *         | *         |           |           |           |           |           |           |           |             |             |             |             |           |           | 6    |
| 欲界心(8)   | 通果心   |           |           |           |           |           |           |           | *         | *         |           |           |           |           |           |             |             |             |             |           |           | 2    |
| 色界心(6)   | 加行善   | *         | *         |           |           |           |           |           | *         | *         | *         | *         | *         | *         | *         | *           |             |             |             | *         | *         | 12   |
| 色界心(6)   | 生得善   |           |           | *         | *         |           |           |           |           | *         | *         | *         | *         | *         |           |             |             | *           |             |           |           | 8    |
| 色界心(6)   | 有覆無記 | *         | *         | *         | *         |           |           |           |           | *         | *         | *         | *         | *         |           |             |             |             |             |           |           | 9    |
| 色界心(6)   | 異熟生   |           |           | *         | *         |           |           |           |           |           | *         | *         | *         | *         |           |             |             | *           |             |           |           | 7    |
| 色界心(6)   | 威儀路   |           |           | *         | *         |           |           |           |           |           | *         | *         | *         | *         |           |             |             | *           |             |           |           | 7    |
| 色界心(6)   | 通果心   |           |           |           |           |           |           |           |           | *         |           |           |           |           | *         |             |             |             |             |           |           | 2    |
| 無色界心(4) | 加行善   |           |           |           |           |           |           |           |           | *         |           |           |           |           |           | *           | *           | *           | *           | *         | *         | 7    |
| 無色界心(4) | 生得善   |           |           | *         | *         |           |           |           |           |           |           | *         |           |           |           | *           | *           | *           | *           |           |           | 7    |
| 無色界心(4) | 有覆無記 |           |           | *         | *         |           |           |           |           | *         |           | *         |           |           |           | *           | *           | *           | *           |           |           | 8    |
| 無色界心(4) | 異熟生   |           |           | *         | *         |           |           |           |           |           |           | *         |           |           |           |             | *           | *           | *           |           |           | 6    |
| 無漏心(2)   | 學       | *         | *         |           |           |           |           |           |           | *         |           |           |           |           |           | *           |             |             |             | *         | *         | 6    |
| 無漏心(2)   | 無學     | *         | *         |           |           |           |           |           |           | *         |           |           |           |           |           | *           |             |             |             |           | *         | 5    |
| 合計        | 合計     | 8         | 11        | 14        | 14        | 7         | 7         | 7         | 2         | 10        | 5         | 11        | 5         | 5         | 2         | 6           | 4           | 10          | 4           | 4         | 5         |      |

世親尊者《俱舍論》只列出1法：心。

### 心所法
心所法就是受、想和心相應行法。
| 《品類論·辯五事品》： - 受、想、思、觸、作意，欲、勝解、念、定、慧。 - 信、勤，尋、伺。 - 放逸、不放逸，善根、不善根、無記根。 - 一切結、縛、隨眠、隨煩惱、纏： - 結：愛結、恚結、慢結、無明結、見結、取結、疑結、嫉結、慳結。 - 縛：貪縛、瞋縛、癡縛。 - 隨眠（使）：欲貪隨眠、瞋隨眠、有貪隨眠、慢隨眠、無明隨眠、見隨眠、疑隨眠。 - 隨煩惱。 - 纏：惛沈、掉舉、睡眠、惡作、嫉、慳、無慚、無愧。 - 所有智。所有見。所有現觀。 | 《界身論》、《品類論·辯七事品》和《大毘婆沙論》改組了心所法，最後定型於法救尊者《雜阿毘曇心論》列46法，世親尊者《俱舍論》略有類屬上的調整： - 大地法：受、想、思、觸、欲、慧、念、作意、勝解、三摩地。 - 大善地法：信、不放逸、輕安、行捨，慚，愧、無貪、無瞋、不害、勤。 - 大煩惱地法：愚癡、放逸、懈怠、不信、惛沈、掉舉。 - 大不善地法：無慚、無愧。 - 小煩惱地法：忿、覆、慳、嫉、惱、害、恨、諂、誑、憍。 - 不定地法：惡作、睡眠、尋、伺、貪、嗔、慢、疑。 |

#### 九十八隨眠
將七隨眠劃分為九十八隨眠是共通於犢子部的說一切有部一大特色學說：
| 三界繋       | 五部(98)     | 五部(98)     | 五部(98)     | 五部(98)     | 五部(98)     | 五部(98)     | 五部(98)     | 五部(98)     | 五部(98)     | 五部(98)     | 五部(98)     | 五部(98)     | 五部(98)     | 五部(98)     | 五部(98)     | 五部(98)     | 五部(98)     | 五部(98)     | 五部(98)     | 五部(98)     | 五部(98)     | 五部(98)     | 五部(98)     | 五部(98)     | 五部(98)     | 五部(98)     | 五部(98)     | 五部(98)     | 五部(98)     | 五部(98)     | 五部(98)     | 五部(98)     | 五部(98)   | 五部(98)   | 五部(98)   | 五部(98)   |
| 三界繋       | 見苦所斷(28) | 見苦所斷(28) | 見苦所斷(28) | 見苦所斷(28) | 見苦所斷(28) | 見苦所斷(28) | 見苦所斷(28) | 見苦所斷(28) | 見苦所斷(28) | 見苦所斷(28) | 見集所斷(19) | 見集所斷(19) | 見集所斷(19) | 見集所斷(19) | 見集所斷(19) | 見集所斷(19) | 見集所斷(19) | 見滅所斷(19) | 見滅所斷(19) | 見滅所斷(19) | 見滅所斷(19) | 見滅所斷(19) | 見滅所斷(19) | 見滅所斷(19) | 見道所斷(22) | 見道所斷(22) | 見道所斷(22) | 見道所斷(22) | 見道所斷(22) | 見道所斷(22) | 見道所斷(22) | 見道所斷(22) | 修所斷(10) | 修所斷(10) | 修所斷(10) | 修所斷(10) |
| ------------ | ------------ | ------------ | ------------ | ------------ | ------------ | ------------ | ------------ | ------------ | ------------ | ------------ | ------------ | ------------ | ------------ | ------------ | ------------ | ------------ | ------------ | ------------ | ------------ | ------------ | ------------ | ------------ | ------------ | ------------ | ------------ | ------------ | ------------ | ------------ | ------------ | ------------ | ------------ | ------------ | ---------- | ---------- | ---------- | ---------- |
| 欲界繫(36)   | 欲貪         | 瞋           | 慢           | 無明         | 身見         | 邊執見       | 邪見         | 見取         | 戒禁取       | 疑           | 欲貪         | 瞋           | 慢           | 無明         | 邪見         | 見取         | 疑           | 欲貪         | 瞋           | 慢           | 無明         | 邪見         | 見取         | 疑           | 欲貪         | 瞋           | 慢           | 無明         | 邪見         | 見取         | 戒禁取       | 疑           | 欲貪       | 瞋         | 慢         | 無明       |
| 色界繫(31)   | 有貪         |              | 慢           | 無明         | 身見         | 邊執見       | 邪見         | 見取         | 戒禁取       | 疑           | 有貪         |              | 慢           | 無明         | 邪見         | 見取         | 疑           | 有貪         |              | 慢           | 無明         | 邪見         | 見取         | 疑           | 有貪         |              | 慢           | 無明         | 邪見         | 見取         | 戒禁取       | 疑           | 有貪       |            | 慢         | 無明       |
| 無色界繫(31) | 有貪         |              | 慢           | 無明         | 身見         | 邊執見       | 邪見         | 見取         | 戒禁取       | 疑           | 有貪         |              | 慢           | 無明         | 邪見         | 見取         | 疑           | 有貪         |              | 慢           | 無明         | 邪見         | 見取         | 疑           | 有貪         |              | 慢           | 無明         | 邪見         | 見取         | 戒禁取       | 疑           | 有貪       |            | 慢         | 無明       |

#### 相應關係
心所與心相應，經法勝尊者《阿毘曇心論》、優波扇多尊者釋《阿毘曇心論經》整理，最後定型於法救尊者《雜阿毘曇心論》:
| 心所                                                           | 心所   | 心                                                                    | 心                                                                    | 心                                                                    | 心                                                                    | 心 | 心                                                                    | 心                                                                    | 心   | 心   | 心   | 心   | 心   | 心   | 心                                      | 心                                      | 心                                      | 心                                      | 心                                      | 心                                      | 心   | 心   | 心 | 心 | 心 | 心 | 心 | 心 | 心 | 心 | 心 | 心 |
| 心所                                                           | 心所   | 欲界心!! colspan="18" \|色界心 !! rowspan="2" colspan="6" \| 無色界心 | 欲界心!! colspan="18" \|色界心 !! rowspan="2" colspan="6" \| 無色界心 | 欲界心!! colspan="18" \|色界心 !! rowspan="2" colspan="6" \| 無色界心 | 欲界心!! colspan="18" \|色界心 !! rowspan="2" colspan="6" \| 無色界心 | 欲界心!! colspan="18" \|色界心 !! rowspan="2" colspan="6" \| 無色界心 | 欲界心!! colspan="18" \|色界心 !! rowspan="2" colspan="6" \| 無色界心 | 欲界心!! colspan="18" \|色界心 !! rowspan="2" colspan="6" \| 無色界心 |      |      |      |      |      |      |                                         |                                         |                                         |                                         |                                         |                                         |      |      |    |    |    |    |    |    |    |    |    |    |
| 心所                                                           | 心所   | 欲界心!! colspan="18" \|色界心 !! rowspan="2" colspan="6" \| 無色界心 | 欲界心!! colspan="18" \|色界心 !! rowspan="2" colspan="6" \| 無色界心 | 欲界心!! colspan="18" \|色界心 !! rowspan="2" colspan="6" \| 無色界心 | 欲界心!! colspan="18" \|色界心 !! rowspan="2" colspan="6" \| 無色界心 | 欲界心!! colspan="18" \|色界心 !! rowspan="2" colspan="6" \| 無色界心 | 欲界心!! colspan="18" \|色界心 !! rowspan="2" colspan="6" \| 無色界心 | 欲界心!! colspan="18" \|色界心 !! rowspan="2" colspan="6" \| 無色界心 | 初禪 | 初禪 | 初禪 | 初禪 | 初禪 | 初禪 | 禪中間 !! colspan="6"\|二禪、三禪、四禪 | 禪中間 !! colspan="6"\|二禪、三禪、四禪 | 禪中間 !! colspan="6"\|二禪、三禪、四禪 | 禪中間 !! colspan="6"\|二禪、三禪、四禪 | 禪中間 !! colspan="6"\|二禪、三禪、四禪 | 禪中間 !! colspan="6"\|二禪、三禪、四禪 |      |      |    |    |    |    |    |    |    |    |    |    |
| 心所                                                           | 心所   | 不善                                                                  | 不善                                                                  | 不善                                                                  | 不善                                                                  | 有覆無記 !! rowspan="2" \| 無覆無記 !! rowspan="2" \| 善 !! colspan="4" \|有覆無記 !! rowspan="2" \| 無覆無記 !! rowspan="2" \| 善 !! colspan="4"\| 有覆無記 !! rowspan="2" \| 無覆無記 !! rowspan="2" \| 善 !! colspan="4"\| 有覆無記 !! rowspan="2" \| 無覆無記 !! rowspan="2" \| 善 !! colspan="4"\| 有覆無記 !! rowspan="2" \| 無覆無記 !! rowspan="2" \| 善 |                                                                       |                                                                       |      |      |      |      |      |      |                                         |                                         |                                         |                                         |                                         |                                         |      |      |    |    |    |    |    |    |    |    |    |    |
| 心所                                                           | 心所   | 煩惱                                                                  | 煩惱                                                                  | 不共                                                                  | 邪見、見取、戒禁取                                                    | 有身見、邊執見 | 煩惱                                                                  | 煩惱                                                                  | 不共 | 五見 | 煩惱 | 煩惱 | 不共 | 五見 | 煩惱                                    | 煩惱                                    | 不共                                    | 五見                                    | 煩惱                                    | 煩惱                                    | 不共 | 五見 |    |    |    |    |    |    |    |    |    |    |
| -------------------------------------------------------------- | ------ | --------------------------------------------------------------------- | --------------------------------------------------------------------- | --------------------------------------------------------------------- | --------------------------------------------------------------------- | --- | --------------------------------------------------------------------- | --------------------------------------------------------------------- | ---- | ---- | ---- | ---- | ---- | ---- | --------------------------------------- | --------------------------------------- | --------------------------------------- | --------------------------------------- | --------------------------------------- | --------------------------------------- | ---- | ---- | -- | -- | -- | -- | -- | -- | -- | -- | -- | -- |
| 大地法 !! 受、想、思、觸、作意、欲、勝解、念、定、慧           | 10     | 10                                                                    | 10                                                                    | 10                                                                    | 10                                                                    | 10 | 10                                                                    | 10                                                                    | 10   | 10   | 10   | 10   | 10   | 10   | 10                                      | 10                                      | 10                                      | 10                                      | 10                                      | 10                                      | 10   | 10   | 10 | 10 | 10 | 10 | 10 | 10 | 10 | 10 | 10 |    |
| 大善地法 !! 信、勤、慚、愧、無貪、無瞋、輕安、捨、不放逸、不害 |        |                                                                       |                                                                       |                                                                       |                                                                       | | 10                                                                    |                                                                       |      |      |      |      | 10   |      |                                         |                                         |                                         |                                         | 10                                      |                                         |      |      |    |    | 10 |    |    |    |    |    | 10 |    |
| 大煩惱地法 !! 不信、懈怠、掉舉、放逸、無明                     | 5      | 5                                                                     | 5                                                                     | 5                                                                     | 5                                                                     | |                                                                       | 5                                                                     | 5    | 5    | 5    |      |      | 5    | 5                                       | 5                                       | 5                                       |                                         |                                         | 5                                       | 5    | 5    | 5  |    |    | 5  | 5  | 5  | 5  |    |    |    |
| 大有覆無記地法!! 惛沈                                          | 1      | 1                                                                     | 1                                                                     | 1                                                                     | 1                                                                     | |                                                                       | 1                                                                     | 1    | 1    | 1    |      |      | 1    | 1                                       | 1                                       | 1                                       |                                         |                                         | 1                                       | 1    | 1    | 1  |    |    | 1  | 1  | 1  | 1  |    |    |    |
| 大不善地法 !! 無慚、無愧                                       | 2      | 2                                                                     | 2                                                                     | 2                                                                     |                                                                       | |                                                                       |                                                                       |      |      |      |      |      |      |                                         |                                         |                                         |                                         |                                         |                                         |      |      |    |    |    |    |    |    |    |    |    |    |
| 小煩惱地法 !! 忿、恨、覆、惱、嫉、慳、害                       |        | 1                                                                     |                                                                       |                                                                       |                                                                       | |                                                                       |                                                                       |      |      |      |      |      |      |                                         |                                         |                                         |                                         |                                         |                                         |      |      |    |    |    |    |    |    |    |    |    |    |
| 小煩惱地法 !! 忿、恨、覆、惱、嫉、慳、害                       | 誑、諂 | 1                                                                     |                                                                       |                                                                       |                                                                       | |                                                                       |                                                                       | 1    |      |      |      |      |      |                                         |                                         |                                         |                                         |                                         |                                         |      |      |    |    |    |    |    |    |    |    |    |    |
| 小煩惱地法 !! 忿、恨、覆、惱、嫉、慳、害                       | 憍     | 1                                                                     |                                                                       |                                                                       |                                                                       | |                                                                       |                                                                       | 1    |      |      |      |      | 1    |                                         |                                         |                                         |                                         |                                         | 1                                       |      |      |    |    |    | 1  |    |    |    |    |    |    |
| 隨眠 !! 貪、慢、疑                                             | 1      |                                                                       |                                                                       |                                                                       |                                                                       | |                                                                       | 1                                                                     |      |      |      |      |      | 1    |                                         |                                         |                                         |                                         |                                         | 1                                       |      |      |    |    |    | 1  |    |    |    |    |    |    |
| 隨眠 !! 貪、慢、疑                                             | 1      | 嗔                                                                    |                                                                       |                                                                       |                                                                       | |                                                                       |                                                                       |      |      |      |      |      |      |                                         |                                         |                                         |                                         |                                         |                                         |      |      |    |    |    |    |    |    |    |    |    |    |
|                                                                | 尋     | 1                                                                     | 1                                                                     | 1                                                                     | 1                                                                     | 1 | 1                                                                     | 1                                                                     | 1    | 1    | 1    | 1    | 1    | 1    |                                         |                                         |                                         |                                         |                                         |                                         |      |      |    |    |    |    |    |    |    |    |    |    |
| 伺                                                             | 1      | 1                                                                     | 1                                                                     | 1                                                                     | 1                                                                     | 1 | 1                                                                     | 1                                                                     | 1    | 1    | 1    | 1    | 1    | 1    | 1                                       | 1                                       | 1                                       | 1                                       | 1                                       |                                         |      |      |    |    |    |    |    |    |    |    |    |    |
|                                                                | 惡作   |                                                                       |                                                                       | *                                                                     |                                                                       | | *                                                                     | *                                                                     |      |      |      |      |      |      |                                         |                                         |                                         |                                         |                                         |                                         |      |      |    |    |    |    |    |    |    |    |    |    |
| 睡眠                                                           | *      | *                                                                     | *                                                                     | *                                                                     | *                                                                     | * | *                                                                     |                                                                       |      |      |      |      |      |      |                                         |                                         |                                         |                                         |                                         |                                         |      |      |    |    |    |    |    |    |    |    |    |    |
| 合計                                                           | 合計   | 21                                                                    | 21                                                                    | 20                                                                    | 20                                                                    | 18 | 12                                                                    | 22                                                                    | 19   | 19   | 18   | 18   | 12   | 22   | 18                                      | 18                                      | 17                                      | 17                                      | 11                                      | 21                                      | 17   | 17   | 16 | 16 | 10 | 20 | 17 | 17 | 16 | 16 | 10 | 20 |

### 心不相應行法
| 《品類論》： - 得。 - 無想定、滅定、無想事。 - 命根、眾同分。 - 依得、事得、處得，生、老、住、無常性。 - 名身、句身、文身。 | 世親尊者《俱舍論》列14法： - 得、非得。 - 眾同分、命根。 - 無想、無想定、滅盡定。 - 生、住、異、滅。 - 名身、句身、文身。 |

### 無為法
共3法。
- 虛空[84]、非擇滅[85]、擇滅[86]。[87]

## 有為法生滅
迦多衍尼子尊者《發智論》提出有為法剎那起滅理論：
|  | 如世尊說：『有三有為之有為相，有為之起，亦可了知，盡及住異，亦可了知。』一剎那中，云何起？答：生；云何盡？答：無常；云何住異？答：老。 一切有情心，當言等起、等住、等滅耶？答：如是。 諸法與心，一起、一住、一滅，彼法與心，相應耶？答：若法與心，相應，彼法與心，一起、一住、一滅；有法與心，一起、一住、一滅，彼法非心相應，謂：隨心轉色，心不相應行。 諸法與心，一起、一住、一滅，彼法與心，一所緣耶？答：若法與心，一所緣，彼法與心，一起、一住、一滅；有法與心，一起、一住、一滅，彼法非心一所緣，謂：隨心轉色，心不相應行。 |

《大毘婆沙論》定義剎那為 1/75 秒。

### 四相四隨相
說一切有部將有為四相列為實有的心不相應行法，一切有為法都依因緣而生，“生”不自生，必然有“生生”者，《大毘婆沙論》對有為四相再立四隨相，同理“得”也有相應的“得得”：
|  | 諸行生時，九法俱起：一者、法，二者、生，三者、生生，四者、住，五者、住住，六者、異，七者、異異，八者、滅，九者、滅滅。此中，生能生八法，謂：法及三相、四隨相。生生，唯生一法，謂：生。由此道理，無無窮失。 一剎那中，但有三法：一、彼法，二、得，三、得得。由得故，成就彼法及得得；由得得故，成就得。由更互相得故，非無窮。 |

## 五位與因緣

### 四緣
依據迦多衍尼子尊者《發智論》，五位的生起與四緣的關係如下：
| 心法，心所法                             | 因緣、增上緣、等無間緣、所緣緣 |
| 無想定、滅盡定                           | 因緣、增上緣、等無間緣         |
| 除無想定、滅盡定之外的心不相應行法，色法 | 因緣、增上緣                   |

### 六因
提婆設摩尊者《識身論》中於四緣的“因緣”中提到了“相應、俱有、同類、遍行、異熟”這五因。一般稱六因是說一切有部《發智論》特有創新，但據印順法師，六因四緣與分別說部古論《舍利弗阿毘曇論》的十緣說有淵源關係。五果是最後在《大毘婆沙論》中完成的。六因與時間有關：
| 剎那同時 | 相應因 | 一切心心所法                       |
| 剎那同時 | 俱有因 | 一切有為法                         |
| 前後異時 | 同類因 | 一切過去現在法                     |
| 前後異時 | 遍行因 | 一切過去現在遍行隨眠及彼相應俱有法 |
| 前後異時 | 異熟因 | 一切不善及善有漏法                 |
| 不限時分 | 能作因 | 一切法                             |

## 影響
在《品類論》中體現出的觀點和方法多被後世所採納或效仿，對阿毘達磨的發展有著極其深遠的影響。後世就一些有關問題產生了諍論，特別是無表色實有與否和隨眠心相應與否這兩個問題。
在《俱舍論》之後，天親菩薩針對無著菩薩《大乘阿毘達磨集論》又造《大乘百法明門論》立五位百法。